# Pokémon Épée et Bouclier
Pokémon Épée et Pokémon Bouclier (ポケットモンスター ソード・シールド, Poketto Monsutā Sōdo & Shīrudo) sont deux jeux vidéo de rôle de la franchise Pokémon développés par Game Freak sous la direction de Junichi Masuda. Ils ont été annoncés officiellement le 27 février 2019 lors d'un Pokémon Direct. Les jeux sont sortis mondialement le 15 novembre 2019 sur la Nintendo Switch.
Ces deux jeux de la huitième génération introduisent, à leur lancement, 81 nouveaux Pokémon, parmi lesquels de nouvelles formes régionales pour des Pokémon d'anciennes générations, nommées « formes de Galar ».
Un pass d'extension est rendu disponible pour les jeux durant l'année 2020, proposant de nouvelles zones et huit nouveaux Pokémon.

## Trame

### Univers
L'action de Pokémon Épée et Pokémon Bouclier se déroule dans une région fictive se nommant Galar où se mêlent campagnes, villes, forêts ou encore montagnes. Au cours de cette nouvelle aventure, les dresseurs peuvent visiter les différentes arènes de cette région, en quête du titre de Maître de la Ligue Pokémon de Galar.
La région de Galar s'inspire du Royaume-Uni et sa forme peut faire penser à celle de la Grande-Bretagne. Par ailleurs, de nombreuses références à la ville de Londres peuvent y être observées : une tour ressemblant à Big Ben, une grande roue semblable au London Eye, des lieux similaires à Piccadilly Circus et Trafalgar Square ou encore une arène comparable au stade de Wembley. D'autres références au Royaume-Uni peuvent être aperçues à Galar, notamment une colline rappelant le Géant de Cerne Abbas ainsi qu'un phare ressemblant à la Tour de Smeaton. Le nom en lui même est une référence, en effet, Galar est l'anagramme de Graal.
Cette région abrite également de nombreuses références à la révolution industrielle, que ce soit par la présence de mines, de chemins de fer ou encore de cheminées et jets de vapeur dans les décors urbains. Par ailleurs, la présence de rouages et machines à vapeur dans ces décors ainsi que leur fonctionnement tel qu'animé dans les différents extraits de la bande-annonce peut faire penser à la machine à vapeur de Watt qui est à l'origine de la révolution industrielle en Angleterre.

### Synopsis
Le protagoniste commence son aventure dans la ville de Paddoxton, dans le sud de la région de Galar. Alors qu'il regarde un combat Pokémon retransmis à la télévision de Tarak, le maître invaincu de la Ligue Pokémon, son ami et futur rival Nabil le rejoint afin de commencer leur voyage dans la région en quête du titre de Maître Pokémon. Avant cela, les deux dresseurs doivent chercher Tarak, qui se révèle être le frère de Nabil, à la gare de Brasswick, ville adjacente à la ville de départ.
Le joueur et son rival se voient alors attribués leur « Pokémon de départ » (ou « starter ») par Tarak, parmi Ouistempo, Flambino et Larméléon. Alors sur le point de commencer leur voyage, les deux protagonistes sont interrompus par un Moumouton s'étant introduit dans la Forêt de Sleepwood, endroit normalement interdit, qu'ils décident de sauver. Cependant, au milieu de la brume recouvrant cet endroit mystérieux, les dresseurs sont confrontés à un Pokémon mystérieux semblable à une illusion. Finalement sauvés par Tarak, le joueur et Nabil se dirigent vers le laboratoire Pokémon de la ville de Brasswick pour recevoir leur Pokédex. Ce dernier leur est remis par Sonya, l'assistante et petite-fille de la professeure de la région.
La professeur Magnolia étant absente, les protagonistes se rendent chez cette dernière, dont la maison est située au bout de la Route 2, afin de lui faire part de leurs situations. Les deux dresseurs y entreprennent également un combat au terme duquel ils trouvent des Étoiles Vœux leur permettant d'obtenir un Poignet Dynamax de la part de la professeure. Ils y obtiennent également une lettre de recommandation de la part de Tarak, leur permettant alors de participer au Défi des Arènes. Ayant toutes les clés en main, ils peuvent alors se rendre à la ville de Motorby pour participer à l'inauguration du Défi des Arènes.
Les deux dresseurs se rendent alors à la gare de Brasswick afin de prendre le train, mais ils sont contraints à traverser les Terres Sauvages pour se rendre dans la première ville de leur périple. Arrivés à destination, le joueur et son rival font la connaissance de la Team Yell, venue encourager Rosemary, une jeune dresseuse participant également au Défi des Arènes. Ils y voient également Travis, un dresseur recommandé par le Président de la Ligue Pokémon, nommé Shehroz. À la suite de la cérémonie d'ouverture où sont présentés sept des huit Champions d'Arène, les dresseurs peuvent entreprendre leur Défi des Arènes.
Le joueur entame alors une quête à travers Galar, capturant des Pokémon sauvages, les entraînant et combattant avec ceux des autres dresseurs Pokémon. Au cours de ce périple, il affronte huit Champions d'Arène, auxquels il peut lancer un défi uniquement en relevant une mission choisie par ces derniers dans leurs arènes spécifiques. Ces arènes, semblables à des stades, sont réparties à Greenbury (arène plante), Skifford (arène eau), Motorby (arène feu), Old Chister (arène spectre ou combat), Corrifey (arène fée), Ludester (arène glace ou roche), Smashings (arène ténèbre) et Kickenham (arène dragon). Se trouvant sur des Sources d'Énergie, il y est possible d'utiliser le phénomène Dynamax sauf à Smashings oú ľon ne peut pas dinamaxer. 
Après avoir vaincu les huit Champions d'Arène et obtenu les huit badges, qui, une fois rassemblés représentent une médaille  symbolisant sa victoire lors du Défi des Arènes. Il peut alors se rendre à Winscor afin de participer au Tournoi des Médaillés rassemblant l'ensemble des dresseurs étant sortis vainqueurs du Défi des Arènes. Le vainqueur de ce tournoi peut alors participer au Tournoi des Champions rassemblant sept des huit Champions d'Arène de Galar. Il a alors l'opportunité de défier le Maître de Galar, Tarak. 
Cependant, tout au cours de son périple, le dresseur essayera de faire la lumière sur le phénomène Dynamax à l'aide de Sonya, cette dernière essayant de décripter l'histoire de la région de Galar afin d'obtenir de nouvelles informations. Il devra également résoudre les problèmes posés par le conglomérat Macro Cosmos, détenu par le président Shehroz, ainsi que ceux causés par les héritiers du trône de Galar, qui n'apprécient pas que leurs ancêtres aient été relégués au second plan lors des découvertes effectuées par Sonya sur l'histoire de Galar.

## Système de jeu

### En solo
Pokémon Épée et Pokémon Bouclier marquent un retour aux combats d'arènes. Les apprentis dresseurs doivent parcourir la région de Galar afin d'affronter les Champions disséminés dans des arènes aux quatre coins de cette dernière. Les combats sont considérés comme le sport régional et sont pour cette raison retransmis à la télévision. Le héros doit, au cours de chacun de ces combats, affronter un Pokémon spécial appelé « Pokémon Dynamax » qui est plus grand et plus puissant qu'à l'accoutumée,,.
Cette nouvelle mécanique, nommée « Dynamax », est similaire aux méga-évolutions introduites dans Pokémon X et Y et aux bracelets et capacités Z introduits dans Pokémon Soleil et Lune. Après l'avoir lancée à l'aide de son « Poignet Dynamax » (unique objet nécessaire pour bénéficier de cette mécanique), le Pokémon acquiert momentanément de nouvelles capacités, pouvant infliger de puissantes altérations de statut, qui dépendent du type des capacités déjà apprises par le Pokémon,. Cependant, le phénomène Dynamax peut uniquement être utilisé dans des lieux spéciaux tels que les arènes ou les antres dinamax. Les méga-évolutions et les capacités Z, quant à elles, ne sont pas présentes dans le jeu. Une autre mécanique, nommée « Gigamax » et dérivée du phénomène Dynamax, fait également son apparition. Cette dernière peut seulement être appliquée à quelques spécimens de Pokémon qui verront alors leur apparence changer et qui pourront utiliser une capacité Gigamax spécifique à leur espèce.
Au cours de son aventure, le héros (choisi entre quatre garçons et quatre filles) est épaulé par la professeure Magnolia et son assistante et petite-fille Sonya. Il peut également compter sur son Motismart - une nouvelle version du Mostima-Dex ressemblant à un téléphone portable - qu'il est possible d'utiliser pour se déplacer plus vite grâce à sa bicyclette ou encore pour se déplacer à la surface de l'eau. Par ailleurs, le héros doit affronter son rival Nabil qui se révèle être le petit-frère de Tarak, le maître de la Ligue Pokémon de Galar, et par conséquent le meilleur dresseur de la région, invaincu en combat Pokémon officiel. Il devra également passer outre aux manigances de la Team Yell, les méchants de la région de Galar qui supportent une dresseuse nommée Rosemary.
Pour pouvoir espérer progresser, le héros doit s'appuyer sur la capture de Pokémon qui est un mélange entre le système de capture des anciens jeux Pokémon et celui introduit avec Pokémon Go ainsi que Pokémon Let's Go, Pikachu et Let's Go, Évoli. Le dresseur peut donc engager un combat contre un Pokémon directement aperçu dans la nature, notamment en bougeant librement la caméra, être confronté à un combat aléatoire dans les hautes herbes de la région, ou alors déclencher un combat contre un Pokémon caché également dans ces hautes herbes, mais modélisé par un « ! ». En plus de pouvoir croiser des Pokémon sur les routes et dans les grottes, il peut se rendre dans un monde semi-ouvert, nommé les « Terres Sauvages », pour tenter de capturer des Pokémon différents selon sa position et la météo. Cependant, le joueur peut éviter les Pokémon dans les hautes herbes en se déplaçant très lentement dans ces dernières. Par ailleurs, il a la possibilité de capturer des Pokémon d'anciennes générations possédant une forme régionale dite « forme de Galar ». Ce procédé, similaire aux « formes d'Alola » introduites dans Pokémon Soleil et Lune, permet alors à ces Pokémon de pouvoir évoluer en une espèce jamais vue dans les précédentes régions.
Le joueur a également la possibilité de faire progresser ses Pokémon grâce au « Poké Service ». Ce nouveau service est accessible grâce aux « Infotisma » présents dans les Centres Pokémon et permet au joueur d'envoyer ses Pokémon accomplir des missions dans des entreprises ou universités de Galar afin de leur faire acquérir de l'expérience, voire des objets rares. Cette expérience dépend de la durée de la mission ainsi que de la compatibilité du type du Pokémon avec celui de la mission.

### En ligne
L'aventure de dresseur dans la région de Galar offre au héros la possibilité de côtoyer des dresseurs du monde entier via internet grâce au Nintendo Switch Online ou alors des joueurs proches grâce à un réseau local ne nécessitant pas d'abonnement.
Grâce à la fonctionnalité « Comm-Y », le joueur peut échanger des Pokémon ou alors faire des combats en réseau facilement grâce à internet ou à une communication sans fil locale. Le joueur peut également utiliser cette fonctionnalité pour participer à des « raids Dynamax », dans les Terres Sauvages, qui mettent à l'honneur les nouveaux Pokémon Dynamax. Lors de ces raids, le héros, accompagné de trois autres dresseurs (en ligne ou contrôlés par ordinateur), doit tenter de vaincre ce Pokémon pour avoir une chance de le capturer. Dans de très rares cas, le joueur peut rencontrer un Pokémon capable de se gigamaxer et/ou qui possède un talent caché. Les Terres Sauvages abritent également des tentes appartenant à des dresseurs du monde entier, le héros ayant alors la possibilité de visiter le campement du joueur concerné afin d'interagir avec ses Pokémon ou encore pour préparer un Curry.
Le Comm-Y intègre également un système nommé « Échanges Magiques » et permettant de faire un échange avec un dresseur choisi aléatoirement, sans devoir attendre sur un écran de chargement. Ce dresseur peut être trouvé grâce à une connexion internet ou alors grâce à un réseau local. Cette fonctionnalité permet également de s'échanger les cartes de Ligue avec d'autres joueurs.
Ces nouveaux opus introduisent également le « stade de combat » qui permet au joueur d'affronter d'autres dresseurs en ligne. Cette fonctionnalité permet de s'affronter — en combat solo ou en combat duo — selon deux modes : les « combats classés » ou les « combats amicaux ». Les combats classés permettent de faire évoluer le joueur dans un classement mondial évoluant au rythme de ses victoires et défaites. Il affronte un autre dresseur dont le classement est proche du sien et chaque combat lui permet de gagner des points lui permettant alors de monter en rang et, par conséquent, de tenter d'atteindre le niveau le plus élevé. Les combats amicaux permettent quant à eux d'utiliser des Pokémon légendaires ou fabuleux sans les contraintes de points des combats classés. Le stade de combat propose également des compétitions officielles soumises à diverses règles ainsi que des tournois amicaux dont les contraintes dépendent des joueurs ayant créer le tournoi. Par ailleurs, le joueur a la possibilité d'utiliser lors de ses combats des « équipes d'emprunt » composées par d'autres personnes.

## Extensions
Pour la première fois dans la série principale des jeux vidéo Pokémon, du contenu additionnel payant est rendu disponible au travers d'un pass d'extension. Décomposé en deux parties nommées « L'île solitaire de l'Armure » et « Les terres enneigées de la Couronne », le pass d'extension a vocation à remplacer les versions complémentaires telles que Pokémon Émeraude, Pokémon Platine ou encore Pokémon Ultra-Soleil et Ultra-Lune des précédentes générations, tout en offrant de nouveaux éléments à l'histoire, de nouveaux Pokémon, ainsi que de nouvelles fonctionnalités.

### L'île solitaire de l'Armure
La première extension « L'île solitaire de l'Armure » est disponible depuis le 17 juin 2020.
Cette extension ajoute l'île d'Isolarmure, sur laquelle sont disponibles les Pokémon légendaires Wushours et Shifours, des formes Gigamax pour les Pokémon de départ disponibles ainsi que pour Tortank et Florizarre, Pokémon de la première génération, de nouvelles formes régionales, de nouveaux Pokémon de huitième génération, des Pokémon de générations antérieures non présents dans les jeux, de nouvelles tenues, de nouveaux objets ainsi qu'un nouveau type de combat nommé « l'entraînement spécialisé ». De nouvelles fonctionnalités font leur apparition, comme le Charme Exp, le NigoMix 3000, la Maxi Soupe ainsi qu'un Maître des Capacités. Enfin, de nouveaux personnages croisent la route du protagoniste.

### Les terres enneigées de la Couronne
La seconde extension « Les terres enneigées de la Couronne » est disponible depuis le 23 octobre 2020.
Cette extension ajoute la région de Couronneige, les Pokémon légendaires Sylveroy, Regieleki et Regidrago, de nouvelles formes régionales, de nouveaux Pokémon de huitième génération ainsi que des Pokémon de générations antérieures non présents dans les jeux, notamment l'ensemble des Pokémon légendaires de la franchise, tout comme de nouvelles tenues. De nouvelles fonctionnalités font leur apparition, comme un nouveau mode en coopération consistant à explorer des antres de Pokémon nommé « les expéditions Dynamax », ainsi que le « Tournoi des Stars de Galar ». Enfin, de nouveaux personnages interviennent dans l'aventure. Le Pokédex de la région Couronneige est composé de 210 Pokémons.

## Développement

### Phase pré-annonce

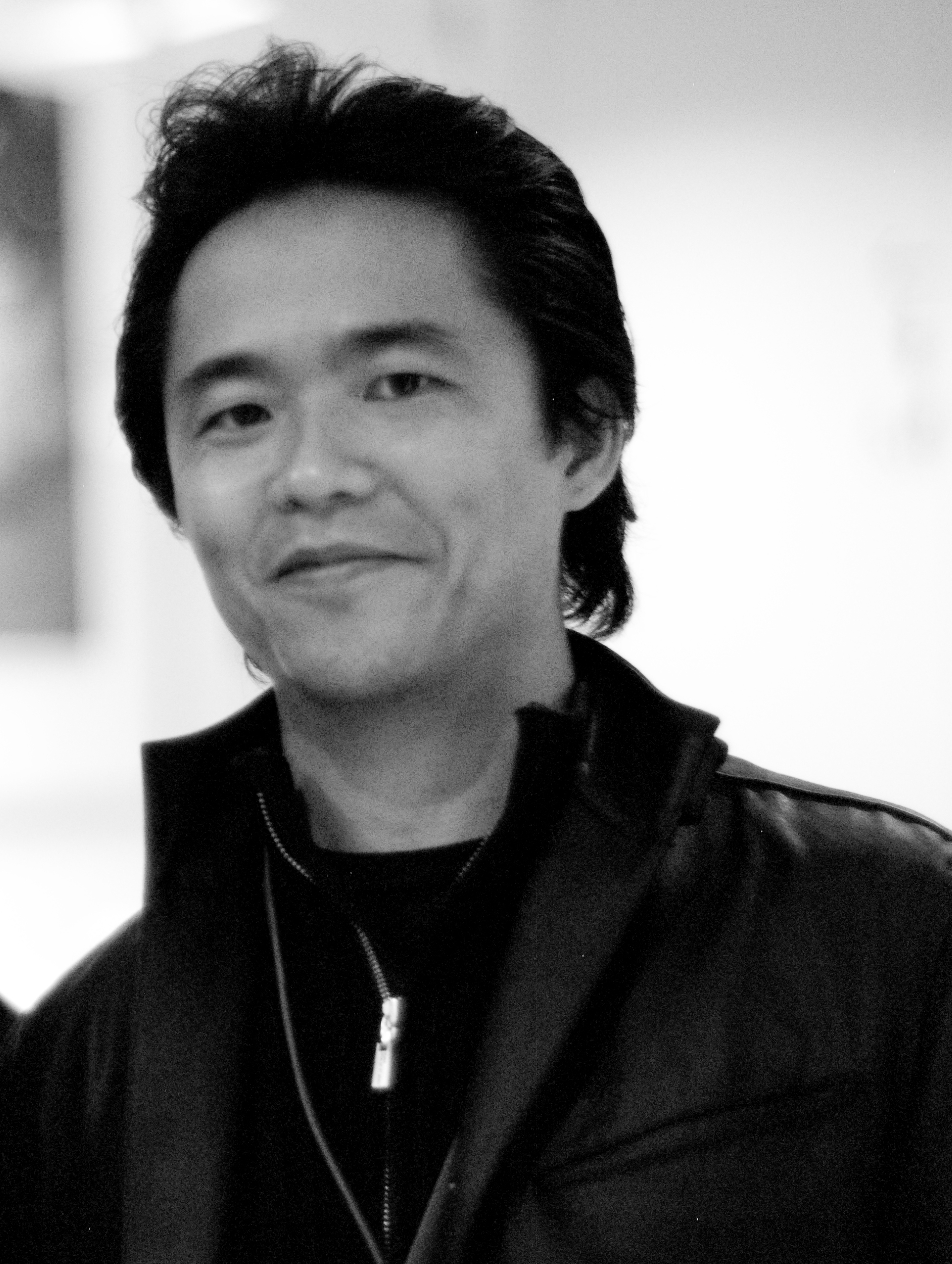
Junichi Masuda, producteur des deux jeux.

Le 13 juin 2017, lors du Nintendo Spotlight: E3 2017, le président de la Pokémon Company, Tsunekazu Ishihara, a annoncé qu'un RPG Pokémon était en préparation pour la Nintendo Switch,. Cette information a par ailleurs été confirmée sur le compte Twitter officiel de Pokémon. Cependant, sur le site officiel de Game Freak, le développement du projet aurait commencé 3 mois plus tard, en septembre 2017.
Le 30 mai 2018, lors d'une conférence de presse organisée à Tokyo par The Pokémon Company pour annoncer les jeux Pokémon Quest et Pokémon Let's Go, Pikachu et Let's Go, Évoli, Junichi Masuda a confirmé que Game Freak développait un nouveau jeu de rôle s'inscrivant dans la série principale et devant sortir fin 2019 sur la Nintendo Switch,.
Le 6 juin 2018, dans une interview donnée au magazine japonais Famitsu, Tsunekazu Ishihara a évoqué ce jeu devant sortir durant la deuxième moitié de 2019, en précisant qu'il ne « sera pas comme Let's Go, Pikachu et Let's Go, Évoli ». Il ajoute également que le jeu aura de meilleurs graphismes que tous les jeux Pokémon sortis auparavant, qu'il sera totalement nouveau et qu'il contiendra de nombreux nouveaux Pokémon.
Le 19 juillet 2018, dans une nouvelle interview accordée par Junichi Masuda au magazine Famitsu, on apprend que le jeu prévu pour 2019 est réalisé avec l'idée que chaque joueur utilisera sa propre Nintendo Switch, afin que les gens aient la sensation de jouer à un jeu plus conventionnel. De plus, Masuda souhaite essayer de proposer la possibilité de transférer des Pokémon depuis Let's Go vers cette nouvelle génération de jeux. Cependant, le travail sur les graphismes et l'équilibrage des Pokémon est plutôt compliqué au vu de la quantité de Pokémon existants, sachant que les graphismes du jeu sont plus élaborés que ceux de Pokémon Let's Go.

### Phase post-annonce
Le 27 février 2019 (15 h heure française), les deux jeux sont officiellement annoncés lors d'un Pokémon Direct organisé pour l'occasion. La nouvelle région Galar y est présentée, tout comme les trois Pokémon de départ : Ouistempo (type Plante), Flambino (type Feu) et Larméléon (type Eau). Le trailer présenté permet également de constater le retour des apparitions aléatoires des Pokémon (contrairement aux jeux Pokémon Let's Go, Pikachu et Let's Go, Évoli) ainsi que le retour des arènes.
Le 15 avril 2019, à l'occasion de la parution du magazine CoroCoro du mois de mai au Japon, un concours exclusif à ce pays est lancé afin de déterminer le nom d'une nouvelle attaque de type Acier qui doit faire son apparition dans les nouveaux opus. Ainsi, cette attaque, considérée comme l'attaque Acier la plus puissante du jeu, se nomme てっていこうせん (Tetteikousen, littéralement Rayon Exhaustif) en japonais et Métalaser en français.
Le 5 juin 2019 (15 h heure française), un nouveau Pokémon Direct a eu lieu, en amont de l'E3 2019, afin de divulguer des nouvelles informations sur les nouveaux opus. De nombreuses images de gameplay ont été présentées afin de montrer les nouvelles mécaniques du jeu ainsi que sept nouveaux Pokémon. Les Pokémon Moumouton, Tournicoton et son évolution Blancoton, Torgamord et Corvaillus ont été montrés. De plus, les « Terres Sauvages » et le « Dynamax » ont été mis en avant, tout comme les « raids Dynamax » qui permettent alors d'introduire les combats multijoueurs dans le jeu. Quelques personnages clés ont également été présentés : la professeure et son assistante, le rival du héros, le maître de la Ligue et Percy, le champion de l'arène de type Plante. Enfin, les deux Pokémon légendaires Zacian - le Pokémon Épée - et Zamazenta - le Pokémon Bouclier - ont été montrés. Les deux jeux sortiront mondialement le 15 novembre 2019,.
Du 11 au 13 juin 2019, dans le cadre de l'E3 2019, une version de démonstration des jeux est proposée aux visiteurs du salon, en compagnie d'autres jeux phares de la console tels que Luigi's Mansion 3 ou encore The Legend of Zelda: Link's Awakening. Cette démonstration permet d'affronter les dresseurs ainsi que la championne de l'arène de type Eau, cette championne nommée Donna ayant été présentée lors du Nintendo Direct diffusé lors de l'E3. Elle montre également deux nouveaux Pokémon, Voltoutou (type Électrik) et Grimalin (types Ténèbres et Fée).
Le 11 juin 2019, toujours dans le cadre de l'E3 2019, une séquence du Nintendo Treehouse: Live E3 2019 a révélé une partie de gameplay du jeu en présence de Junichi Masuda et Shigeru Ōmori. La présence de Pokémon sauvages puissants dans les Terres Sauvages ainsi que l'outil Comm-Y permettant de lancer facilement des raids Dynamax sont montrés.
Plusieurs interviews accordées par Junichi Masuda et Shigeru Ōmori à Famitsu, USGamer et GameSpot au cours de l'E3 2019 confirment l'absence des méga-évolutions ainsi que des capacités Z dans les nouveaux jeux. L'absence des rencontres aléatoires de Pokémon - hormis lors de rencontres via un « ! » - est également confirmée, que ce soit dans les Terres Sauvages ou sur les routes traditionnelles. Enfin, la présence d'un mode similaire aux combats en mode Rang de Pokémon Soleil et Lune est confirmée,.
Le 8 juillet 2019, une vidéo publiée sur les réseaux officiels de la licence Pokémon dévoile de nouvelles informations. On y voit l'apparition de trois nouveaux Pokémon (Charmilly, Charbi et Duralugon) et l'officialisation de Voltoutou, le Pokémon de type Électrik apparu dans la version de démonstration du jeu présentée lors de l'E3 2019. Deux nouveaux champions d'arène sont également montrés, Faïza, la championne de l'arène de type Combat (exclusive à Pokémon Épée) et Alistair, le champion de l'arène de type Spectre (exclusive à Pokémon Bouclier). M. Shehroz, Président de la Ligue Pokémon de Galar, et Liv, sa secrétaire, sont également présentés. Ces personnages guideront le joueur au cours du « défi des arènes » qui a pour but de lui permettre de participer aux « Poké Masters », tournoi ayant pour enjeu un combat contre le Maître de la Ligue. Enfin, le phénomène « Gigamax », phénomène dérivé du Dynamax et modifiant la taille et l'apparence d'un Pokémon est présenté.
Le 7 août 2019, une nouvelle vidéo publiée sur les réseaux de Pokémon dévoile de nouvelles informations,. Cette bande annonce dévoile la forme de Galar pour des Pokémon d'anciennes générations (Smogogo, Zigzaton et Linéon) ainsi que deux nouveaux Pokémon, Ixon — la forme évoluée du Linéon de Galar — et Morpeko — un Pokémon disposant de deux formes grâce à son talent, lui permettant de changer le type de son attaque « Roue Libre ». Elle montre aussi deux nouveaux rivaux, Travis et Rosemary, cette dernière étant soutenue par l'équipe des méchants de Galar, la Team Yell. Le « Poké Service » — accessible via les « Infotisma » des centres Pokémon — permettant aux Pokémon de gagner de l'expérience grâce à des missions est également présenté.
Le 16 août 2019, à l'occasion des Pokémon World Championships 2019, une nouvelle bande annonce est publiée afin d'apporter de nouvelles informations sur les combats de Pokémon Épée et Pokémon Bouclier. Un nouveau talent de Pokémon est dévoilé, tout comme un talent caché qui peut être possédé par des Pokémon capturés lors de raids Dynamax. De nouvelles attaques et de nouveaux objets affectant les talents ou statistiques des Pokémon sont également montrés. Par ailleurs, la puissance des attaques Gigamax et de leurs effets secondaires dévastateurs est mise en avant. Enfin, le stade de combat permettant d'affronter des dresseurs du monde entier — en ligne — est présenté.
À l'occasion de la gamescon 2019 se tenant à Cologne du 20 au 24 août 2019, Game Freak partage de nouvelles informations sur des éléments de Galar déjà découverts. Ainsi, dans une vidéo présentée par Shigeru Ōmori, réalisateur des jeux, on peut apercevoir une ville contenant le laboratoire Pokémon, une gare (service permettant de se déplacer dans Galar, en plus du service de taxi volant de Corvaillus), un centre Pokémon, un marchand de fruits et légumes ou encore un magasin de vêtements.
Le 5 septembre 2019 (0 h heure française), un Nintendo Direct a lieu, ce dernier divulguant de nouvelles informations sur les jeux Pokémon Épée et Pokémon Bouclier. Cette bande annonce présente ainsi quatre nouveautés sur ces opus : la personnalisation poussée du héros (tenue, gants, manteaux, coiffure et maquillage), le « Poké Camping » permettant de jouer avec ses Pokémon pour les rendre plus forts aux combats, le Curry, — plat populaire dans la région de Galar —, pouvant être personnalisé selon les baies et les ingrédients utilisés, ainsi que deux nouveaux Pokémon, Nigosier et Polthégeist. D'autres informations ont été communiquées, comme la multitude des « saveurs » de Charmilly ou encore la possibilité de collecter des cartes de Ligue et de personnaliser la sienne.
Le 13 septembre 2019, un nouveau Pokémon de type Combat est révélé sur le site officiel des jeux, sous forme « glitchée ». Hormis son type, son poids et son talent, aucune information sur ce Pokémon n'est disponible, son image étant floutée. Son identité est finalement révélée le 18 septembre 2019 : il s'agit de Palarticho, forme évoluée des Canarticho de Galar et étant exclusif à Pokémon Épée. Il dispose également d'une attaque signature nommée « Joute Astrale »,.
Le 1er octobre 2019, à la suite d'une visite dans les studios de Game Freak, un journaliste du magazine Game Informer publie un article contenant de nouvelles informations sur les jeux Pokémon Épée et Pokémon Bouclier,. Ainsi, on apprend que les jeux ne comprennent plus de CS et que le partage d'expérience avec les Pokémon de l'équipe est automatique, comme ce fut le cas dans de précédents opus. Une fonctionnalité de sauvegarde automatique est également implémentée et les raids Dynamax possèdent des niveaux de difficulté variable. Enfin, le « défi des arènes » comprend deux ligues, une Ligue Majeure et une Ligue Mineure, avec un total de dix-huit arènes, — une arène par type —, disséminées à travers la région de Galar et dont l'importance varie selon la version du jeu.
Le 4 octobre 2019 (15 h heure française), une vidéo de 24 heures est diffusée en direct afin de montrer l'écosystème composant la Forêt de Lumirinth, un bois étrange situé au cœur de la région de Galar,. De nombreux Pokémon déjà connus apparaissent dans cette forêt, tout comme une nouvelle forme de Galar pour Ponyta, de type Psy, exclusive à Pokémon Bouclier. Par ailleurs, ce Pokémon dispose d'un nouveau talent nommé « Voile Pastel », ce talent l'empêchant d'être empoisonné et lui permettant de soigner ses alliés du poison lorsqu'ils arrivent sur le terrain.
Le 16 octobre 2019, une nouvelle vidéo est publiée sur les réseaux sociaux de la licence Pokémon afin de dévoiler de nouveaux détails sur les opus,. En effet, celle-ci dévoile cinq nouvelles formes Gigamax dédiées à des Pokémon de première génération, à savoir Pikachu, Évoli, Dracaufeu, Miaouss et Papilusion. Chacun de ces Pokémon se voit doté d'une nouvelle capacité Gigamax, cette dernière remplaçant les capacités du type dominant du Pokémon et provoquant de puissantes altérations de statut aux Pokémon adverses présents au combat. Par ailleurs, il est annoncé que certains de ces Pokémon peuvent uniquement être obtenus par des méthodes spécifiques : soit en achetant le jeu dans les deux mois suivant sa sortie pour Miaouss, soit en ayant joué à Pokémon Let's Go, Pikachu ou Pokémon Let's Go, Évoli pour Pikachu et Évoli.
Le 17 octobre 2019, de nombreux journalistes publient une preview du jeu, ces derniers ayant été conviés par The Pokémon Company, à Londres, afin de tester les quatre-vingt-dix premières minutes du jeu,,,. Il est ainsi dévoilé que l'aventure du héros débute dans une ville se nommant Paddoxtown, ville dont est également originaire Nabil, ce dernier prenant le Pokémon de type faible par rapport à celui du joueur. La ville située au sud de la région se nomme Motorby et le héros devra traverser la Forêt de Sleepwood peu après le début de son périple. Certains Pokémon sont exclusifs aux raids Dynamax et, lors d'une victoire, chaque joueur bénéficie du Pokémon. Les Terres Sauvages abritent de nombreux dresseurs et certains Pokémon rencontrés à cet endroit peuvent arborer une aura jaune, signifiant alors que ces IV sont maximums. Il y est également possible de commercer avec un marchand pour acheter, à l'aide d'une monnaie spécifique, des CT, des ingrédients ou de l'équipement pour le Poké Camping. De plus, la météo et le cycle jour/nuit sont présents dans les jeux, tout comme les Techniques Spéciales introduites avec Pokémon Let's Go, Pikachu et Let's Go, Évoli, — les CS ne sont donc pas présentes. Enfin, le partage d'expérience ne peut pas être désactivé, contrairement à la sauvegarde automatique.
Le 6 novembre 2019, une vidéo publiée sur la chaîne officielle de la franchise dévoile de nouveaux objets et fonctionnalités pour les jeux. Trois objets sont présentés : les aromates, permettant de changer les effets de la nature d'un Pokémon, les boissons nutritives, augmentant les points de base d'un Pokémon (sans limite d'utilisation), ainsi que les bonbons exp., montant l'expérience d'un Pokémon. Trois fonctionnalités sont également dévoilées : les capacités œuf peuvent se transmettre entre Pokémon de la même espèce, les boîtes PC sont accessibles depuis de nombreux endroits et il est désormais possible de renommer un Pokémon échangé sans surnom,. Il est révélé peu après que certaines musique du jeu ont été composées par Toby Fox, développeur des jeux Undertale et Deltarune.
Le 11 novembre 2019, une dernière bande annonce est dévoilée pour les deux opus. En plus de montrer de nouvelles images de gameplay, cette dernière dévoile deux nouveaux Pokémon, toutefois sans les nommer. Ces deux Pokémon se révéleront être M. Glaquette, l'évolution du M. Mime de Galar, ainsi que la forme de Galar de Tutankafer.

### Phase post-sortie
Le 27 novembre 2019, les réseaux officiels de la licence Pokémon dévoilent une nouvelle bande annonce pour les jeux. Cette dernière dévoile les évolutions intermédiaires et finales des trois Pokémon de départ : Badabouin et Gorythmic pour Ouistempo, Lapyro et Pyrobut pour Flambino puis Arrozard et Lézargus Larméléon. Elle dévoile également quelques éléments sur Zacian et Zamazenta, les Pokémon légendaires de la région, à savoir leurs types et leur talent. Ils bénéficient également d'une capacité spécifique capable d'infliger plus de dégâts aux Pokémon Dynamax. Enfin, la bande annonce dévoile la forme Gigamax de Ronflex, une forme pouvant être obtenue uniquement durant une courte période,.
Le 9 janvier 2020 (15 h 30 heure française), un nouveau Pokémon Direct a eu lieu afin de dévoiler de nouvelles informations sur les jeux,. Ce Direct dévoile l'arrivée future d'un pass d'extension pour les deux jeux permettant d'y ajouter du contenu additionnel. Ce pass d'extension se décompose en deux parties, « L'île solitaire de l'Armure » dont la sortie est prévue en juin 2020 et « Les terres enneigées de la Couronne » dont la sortie est prévue en novembre 2020. Chacune de ces parties prévoit d'ajouter une nouvelle zone au jeu, de nouveaux personnages, de nouveaux Pokémon, de nouvelles tenues ainsi que de nouvelles fonctionnalités.
Le 15 février 2020, les réseaux officiels de la licence Pokémon dévoilent la silhouette d'un nouveau Pokémon. Le site officiel du jeu présente ce nouveau Pokémon comme un Pokémon fabuleux qui sera dévoilé le 27 février 2020 lors du « Pokémon Day ». Ce même jour, soit un an jour pour jour après l'annonce des jeux, ce nouveau Pokémon est présenté : il se nomme Zarude et possède les types Ténèbres et Plante,.
Le 26 mars 2020 (15 h heure française), à l'occasion d'un Nintendo Direct Mini, de nouvelles informations sont révélées sur le pass d'extension, et plus particulièrement sur la première partie, « L'île solitaire de l'Armure »,. On y apprend ainsi que le dresseur se verra confier le Pokémon légendaire Wushours à son arrivée au dojo de l'île d'Isolarmure. À la suite d'un entraînement avec ce dernier, il devrait choisir de défier une Tour des Deux Poings, de type Ténèbres ou de type Eau. À la suite de ce défi, Wushours évoluera en Shifours, dans une forme définie selon le type de la tour. Les capacités Gigamax des Pokémon de départ sont également révélées.
Le 5 juin 2020, de nouvelles informations sont publiées par l'intermédiaire d'une vidéo sur la chaîne officielle de la franchise Pokémon sur YouTube ainsi que sur le site officiel des jeux Pokémon Épée et Bouclier. On y découvre de nouvelles informations sur chacune des parties contenues dans le pass d'extension.
Le 29 septembre 2020 (15 h heure française), une nouvelle vidéo diffusée en direct dévoile quelques informations sur la seconde partie du pass d'extension, notamment sa date de sortie.

## Accueil

### Critiques

#### Presse spécialisée
À leur sortie, les jeux reçoivent globalement des critiques favorables selon l'agrégateur de notes Metacritic. Ces critiques ont loué la simplicité des jeux, l'ajout de nouveaux éléments tels que le Dynamax, ainsi que les processus de rencontres de Pokémon simplifiés. Cependant, elles ont désapprouvé le Pokédex incomplet ainsi que le fait que l'ensemble de son potentiel n'est pas développé dans les jeux.
Les journalistes de jeuxvideo.com et Gameblog notent que, malgré la grande nouveauté des Terres Sauvages, les jeux n'offrent pas de renouvellement majeur par rapport aux précédents opus, ni de réelles difficultés,. Kaaraj annonce ainsi, pour jeuxvideo.com, que les jeux proposent « un manque de renouvellement structurel qui s’accompagne en plus d’un rythme presque trop soutenu sur la quête des 8 badges, qui rend cette séquence très expéditive ». En effet, « en voulant se montrer accessible à tout prix » sur la console familiale qu'est la Nintendo Switch, les développeurs ont fait que « les zones reliant les villes sont très linéaires et s’explorent rapidement et facilement ». Ainsi, les jeux « manquent énormément de challenge, y compris sur les séquences de fin de jeu ». Des problèmes de performance sont également au rendez-vous, notamment avec « le clipping, via l’apparition de Pokémon et de personnages » ou encore l'aliasing.
Brian Shea de Game Informer a, quant à lui, également salué la fonctionnalité Dynamax pour son style de jeu, son identité visuelle ainsi que son utilisation non poussée à l'outrance, en écrivant notamment que « même si le phénomène Dynamax a la possibilité de perturber le déroulement de toute bataille, il n'impacte pas l'ensemble des rencontres, dans la mesure où il peut seulement être utilisé dans les arènes ou d'autres situations spécifiques ». Kallie Plagge, la journaliste de GameSpot, a loué aux jeux leurs systèmes faciles à comprendre ainsi que pour leur sensation de liberté : « Vous n'êtes pas retenu par des systèmes trop compliqués ni par des obstacles à franchir. Dès le départ, vous pouvez commencez à errer dans la région de Galar, à découvrir ses nouveaux Pokémon et essayer ses nouvelles stratégies de combat, même sans grande expérience. ».
À l’inverse, sur son article pour Eurogamer, Chris Tapsell a critiqué les jeux, affirmant qu’ils manquaient de substance et ne correspondaient pas aux titres précédents de la série. Il a ainsi écrit dans ce sens qu'« il s’agit d’une nouvelle génération de jeux Pokémon qui promet beaucoup, avec de nouveaux Pokémon géniaux, une multitude de systèmes complexes pour les fans de longue date et un premier essai pour la série d'une zone en « monde ouvert ». Cependant, toutes ces nouveautés semblent avoir eu un coût, et le coût correspond à presque tout le reste du jeu. ».

#### Mécontentements concernant le Pokédex
Le 11 juin 2019, lors de la présentation du gameplay des jeux Pokémon Épée et Pokémon Bouclier lors du Nintendo Treehouse organisé dans le cadre de l'E3 2019, Junichi Masuda, le producteur du jeu, annonce que tous les Pokémon transférés vers le service Pokémon Home ne seront pas utilisables dans ces opus. Il a expliqué vouloir rendre les Pokémon disponibles dans ces nouveaux jeux plus « expressifs » mais que le nombre total d'espèces combiné à la création de nouveaux graphismes pour les Pokémon Dynamaxés, l'équilibrage, et le maintien du degré de qualité rendaient impossible l'inclusion de tous les Pokémon sans allonger considérablement le temps de développement. De ce fait, seuls les Pokémon apparaissant dans la région de Galar seront transférables depuis les précédents opus via le Pokémon Home,.
Cette annonce est très mal accueillie par la communauté qui lance alors des hashtags (tel que « #BringBackNationalDex », littéralement « Ramenez le Pokédex National ») ou encore des pétitions pour tenter de faire changer d'avis les développeurs. Ce mécontentement est également affiché avec l'omniprésence d'avis négatifs sur la vidéo YouTube du gameplay du jeu diffusé lors du Nintendo Treehouse, endroit où cette information a été annoncée,,,.
Le 28 juin 2019, à la suite des nombreuses réactions provoquées par l'annonce, The Pokémon Company publie un communiqué de la part de Junichi Masuda sur le site officiel de la licence Pokémon afin d'apporter plus de précisions sur sa décision. Il indique ainsi que les Pokémon non présents dans les nouveaux opus pourront tout de même revenir dans les prochains jeux,.

### Distinctions
| Année | Cérémonie                        | Catégorie                                            | Catégorie                      | Résultat   | Réf.    |
| Année | Cérémonie                        | Nom officiel                                         | Traduction                     | Résultat   | Réf.    |
| ----- | -------------------------------- | ---------------------------------------------------- | ------------------------------ | ---------- | ------- |
| 2019  | Game Critics Awards              | Best Role-Playing Game                               | Meilleur jeu de rôle           | Nomination | [ 112 ] |
| 2019  | Game Critics Awards              | Best Family/Social Game                              | Meilleur jeu familial / social | Nomination | [ 112 ] |
| 2019  | Gamescom                         | Best Role Playing Game                               | Meilleur jeu de rôle           | Nomination | [ 113 ] |
| 2019  | Gamescom                         | Best Nintendo Switch Game                            | Meilleur jeu Nintendo Switch   | Nomination | [ 113 ] |
| 2019  | Titanium Awards                  | Best Family/Social Game                              | Meilleur jeu familial / social | Nomination | [ 114 ] |
| 2020  | New York Game Awards             | Central Park Children's Zoo Award for Best Kids Game | Meilleur jeu pour enfants      | Nomination | [ 115 ] |
| 2020  | New York Game Awards             | Tin Pan Alley Award for Best Music in a Game         | Meilleure musique dans un jeu  | Nomination | [ 115 ] |
| 2020  | D.I.C.E. Awards                  | Role-Playing Game of the Year                        | Jeu de rôle de l'année         | Nomination | [ 116 ] |
| 2020  | NAVGTR Awards                    | Game, Franchise Family                               | Jeu, Jeu de franchise          | Nomination | [ 117 ] |
| 2020  | SXSW Gaming Awards               | Trending Game of the Year                            | Jeu tendance de l'année        | Lauréat    | [ 118 ] |
| 2020  | Famitsu Dengeki Game Awards 2019 | Game of the Year                                     | Jeu de l'année                 | Lauréat    | [ 119 ] |
| 2020  | Famitsu Dengeki Game Awards 2019 | Best RPG                                             | Meilleur jeu de rôle           | Lauréat    | [ 119 ] |

### Ventes
Aux États-Unis, les jeux se sont vendus à 2 millions d'exemplaires sur les deux jours suivants leur sortie, faisant alors d'eux le plus gros lancement pour un jeu de la franchise dans le pays.
Au Japon, sur les trois jours suivants leur sortie, les deux jeux se sont vendus à 1,36 million d'exemplaires, incluant uniquement les ventes des copies physiques et des cartes de téléchargement (édition limitée comprise),,. Les jeux réalisent alors le plus gros lancement d'un jeu sur Nintendo Switch, dépassant de plus de 130 000 exemplaires le jeu Super Smash Bros. Ultimate sur la même période.
Le 21 novembre 2019, soit quelques jours après leur sortie, Nintendo annonce que les jeux se sont vendus a plus de 6 millions d'exemplaires, que ce soit en copies physiques ou en dématérialisé, faisant alors d'eux les titres s'étant vendus le plus rapidement sur la console, dépassant une nouvelle fois Super Smash Bros. Ultimate,. Les jeux ont également atteint les 2 millions d'exemplaires vendus au Japon.
Le 30 janvier 2020, Nintendo annonce que les jeux se sont vendus à 16,06 millions d'unités au 31 décembre 2019, soit moins de deux mois après leur sortie, faisant alors d'eux les jeux de la franchise s'étant le mieux vendu à leur démarrage.
Le 26 février 2020, le SELL dévoile le bilan du marché français du jeu vidéo pour l'année 2019,. Le syndicat annonce ainsi, qu'au 31 décembre 2019, le jeu Pokémon Épée s'est vendu à 376 637 exemplaires et le jeu Pokémon Bouclier à 251 816 exemplaires, les classant alors respectivement aux 6e et 11e rangs des jeux les plus vendus en France, toutes plateformes confondues. Les deux jeux totalisent ainsi 628 453 unités vendues pour une valeur de 30 274 116 millions d'euros.
En novembre 2024, le titre s'élève à 26,44 millions d'unités vendues.